# Bataille d'Erastfer
Grande guerre du Nord
Batailles
- Riga I
- Narva I
- Daugava
- Rauge
- Erastfer
- Kliszów
- Hummelshof
- Nöteborg
- Saladen
- Pułtusk
- Jēkabpils
- Narva II
- Poznań
- Punitz
- Gemauerthof
- Varsovie
- Hrodna
- Fraustadt
- Kletsk
- Kalisz
- Holowczyn
- Malatitze
- Lesnaya
- Poltava
- Perevolochna
- Helsingborg
- Viborg
- Riga II
- Baie de Køge
- Fladestrand
- Gadebusch
- Bender
- Pälkäne
- Storkyro
- Hangö Oud
- Fehmarn Bält
- Rügen
- Kristiania (Oslo)
- Stralsund
- Dynekilen
- Osel
- Stäket
- Grengam

La bataille d'Erastfer (également orthographié Errastfer ou Erastfehr) se déroule le 9 janvier 1702 près du village d'Erastvere, en Livonie suédoise, dans le cadre de la Grande guerre du Nord. Elle oppose une petite force suédoise, menée par Wolmar Anton von Schlippenbach (en), aux troupes russes de Boris Cheremetiev. Ces dernières, en nette supériorité numérique, remportent la victoire.

## Contexte
Après sa victoire sur Pierre le Grand à la bataille de Narva en 1700, le roi de Suède Charles XII dirige le gros de ses troupes vers le sud pour affronter l'électeur de Saxe Auguste II. En son absence, la défense de la Livonie suédoise revient au colonel Wolmar Anton von Schlippenbach (en). Il trouve face à lui le commandant russe Boris Cheremetiev, qui tente plusieurs incursions en Livonie à la tête de troupes russes fraîches. Le 15 septembre 1701, les forces de von Schlippenbach battent celles de Cheremetiev à la bataille de Rauge (en).

## Déroulement
À la toute fin de l'année 1701, Cheremetiev tombe par surprise sur von Schlippenbach près du village d'Erastvere. Il est à la tête de 5 000 fantassins, 8 000 cavaliers et une quinzaine de canons, alors que son homologue suédois ne dispose que de 3 800 hommes.
Les Suédois prennent l'initiative et repoussent l'avant-garde russe. Alors qu'ils battent en retraite vers un camp fortifié, ils sont rattrapés par le gros de l'armée russe. La cavalerie suédoise se débande et l'infanterie est massacrée.

## Conséquences
La victoire d'Erastfer est la première d'une série pour Cheremetiev, qui écrase les Suédois à Hummelshof quelques mois plus tard et envahit la Livonie et l'Estonie. Après avoir pris le contrôle de Nöteborg et Nyenskans, Pierre le Grand fonde la ville de Saint-Pétersbourg.
Cheremetiev reçoit ultérieurement le grade de maréchal et l'ordre de Saint-André.